# René van Nie
René van Nie (Overschie, 1939 – Aruba, 23 mei 2017) was een Nederlands cineast, scenarioschrijver en schrijver. Zijn dochter is televisiepresentatrice Nada van Nie.

## Levensloop
Van Nie groeide op bij zijn oom en tante in Sittard. Net als zijn oom zou Van Nie gaan werken in de kolenmijnen, maar hij vertrok op zijn veertiende naar Amsterdam. Daar leefde hij op straat en verdiende zijn geld als runner; iemand die toeristen, voornamelijk Amerikaanse soldaten, begeleidde naar de Wallen. Kort daarna kreeg Van Nie een baan als assistent bij filmmaker Max de Haas waar hij het vak van cameraman leerde. Na vier jaar te hebben gewerkt in de Benelux werkte hij als cameraman voor Cinecentrum in Hilversum. Bij Cinecentrum maakte hij talloze opdrachtfilms en documentaires in binnen- en buitenland tot hij begin jaren zeventig zijn eigen filmproductiemaatschappij begon.

## Speelfilms
In opdracht van Stichting Pandora maakte Van Nie midden jaren zeventig de film Kind van de zon (1975), met Josée Ruiter in de hoofdrol. Oorspronkelijk bedoeld als documentaire, werd het uiteindelijk een lange speelfilm. Deze ging feestelijk in première in aanwezigheid van koningin Juliana en werd goed ontvangen door de Nederlandse filmcritici. Nog voor het uitbrengen van Kind van de Zon regisseerde van Nie de komedie De 5 van de 4 daagse (1974) met o.a. Johnny Kraaykamp sr, Jan Blaaser en René van Asten. Deze commerciële productie werd gemengd ontvangen en bleek niet het grote kassucces waarop men had gehoopt.
Zijn derde speelfilm, Een stille Liefde (1977), flopte in de bioscoop maar werd goed ontvangen door filmcritici in binnen- en buitenland en won prijzen op o.a. het filmfestival van Moskou. De hoofdrol, een gescheiden vader die zijn zoontje zonder toestemming van de moeder meeneemt op vakantie door België, werd gespeeld door Cor van Rijn. Na deze film ging Van Nie terug naar Limburg en maakte hij Doodzonde (1978), zijn meest persoonlijke film. Wederom speelde Cor van Rijn de hoofdrol, nu als een acteur die tijdens het opvoeren van een toneelstuk wordt geconfronteerd met zijn Limburgse, katholieke verleden. Zowel de Nederlandse filmcritici als het publiek reageerden negatief en bleven massaal weg.

## Aruba
Na een afwezigheid van vier jaar maakte Van Nie in 1982 vervolgens Sabine met o.a. Rijk de Gooyer, Benthe Forrer en Ben Vereen. De film speelt zich bijna volledig af op Aruba en vertelt het verhaal van een 15-jarige meisje dat voor het eerst haar vader ontmoet. Hij neemt zijn dochter mee op een werkvakantie naar Aruba, waar na een schuchter begin een stevige band ontstaat tussen vader en dochter. Hoewel de film over een sterrencast beschikte en op een groot publiek mikte, werd Sabine geen groot succes. Het is de laatste speelfilm die Van Nie regisseerde.
Sinds 1988 woonde en werkte Van Nie op Aruba en was hij getrouwd met een Arubaans docente Engels. Onder meer exploiteerde hij het dagblad De Arubaanse Courant. Over zijn verblijf publiceerde hij talrijke verhalen waarin hij met name de Nederlanders in de tropen over de hekel haalt, zoals Kouwe kak in Tropenland (1991), Een strand vol witte billen (1992), Liever heimwee dan Holland (1993), Geen sneeuw van betekenis (1996), Niet gepiest en toch nat (1998), zijn autobiografie Een duizendpoot in bed (2002) en fotoboeken als Aruba: met heel mijn hart (1996). Eerder publiceerde hij ook het fotoboek Amsterdam vanaf het water gezien (1985). Hij schreef ook een jeugdboek in het Nederlands en Papiamentu, De spannende avonturen van Loes en Juancho (1998) en werkte als columnist voor het dagblad Amigoe.
Van Nie overleed op 78-jarige leeftijd aan een hartstilstand.

## Filmografie
- De 5 van de 4-daagse (1974)
- Kind van de zon (1975)
- Een stille liefde (1977)
- Doodzonde (1978)
- Sabine (1982)